# Gaspard de Gueidan
Pour les articles homonymes, voir Gueidan.
Charles Pierre Gaspard, marquis de Gueidan, seigneur de Castellet-lès-Sausses, né le 10 avril 1688 à Aix-en-Provence et mort le 23 février 1767 à Aix-en-Provence, est un magistrat français, président à mortier au parlement de Provence, connu pour sa vanité et les polémiques qui l'ont entouré.

## Biographie

### Origines familiales
Gaspard de Gueidan né à Aix-en-Provence paroisse de la Madeleine au sein d'une famille de noblesse de robe provençale qui au XVIe siècle pratique le commerce de bestiaux à Reillanne, bourgade proche de Forcalquier. Son grand-père, prénommé comme lui Gaspard (1616-1697) se marie le 8 juin 1636 à Reillanne avec Catherine Brémond qui lui donne un fils Pierre (1646-1734). Ce grand-père franchit le premier degré vers la noblesse en achetant à Michel Albert Saint-Martin, son office d'auditeur archivaire à la Cour des comptes de Provence.
Son père, Pierre de Gueidan, se marie en 1677 avec Madeleine de Trets, fille d'un conseiller du roi au Parlement, ce qui confirme l'entrée à part entière des Gueidan dans l'aristocratie parlementaire. Le couple a huit enfants dont sept atteignent l'âge adulte, deux garçons et cinq filles :
- Gaspard (1688-1767) l'aîné et Jean ;
- Marie-Anne et Thérèse qui entreront au couvent ;
- Louise qui épouse en 1700 Joseph de Galice, conseiller au Parlement ;
- Catherine qui épouse en 1707 François de Cadenet de Charleval, président au Parlement de Provence, dont un des deux fils, Joseph François sera évêque d'Agde ;
- Madeleine qui épouse en 1729 Joseph de Cabannes.

Pierre de Gueidan achète en 1681 une maison sur le grand cours d'Aix, aujourd'hui au 22 du cours Mirabeau, et en 1683 il acquiert sur la commune de Gardanne le domaine de Valabre qu'il agrandit progressivement. Pierre de Gueidan succède en 1691 à son père dans la charge d'auditeur à la Chambre des comptes et en 1713 achète un office de président à la Cour des comptes.

### Les débuts de Gaspard de Gueidan

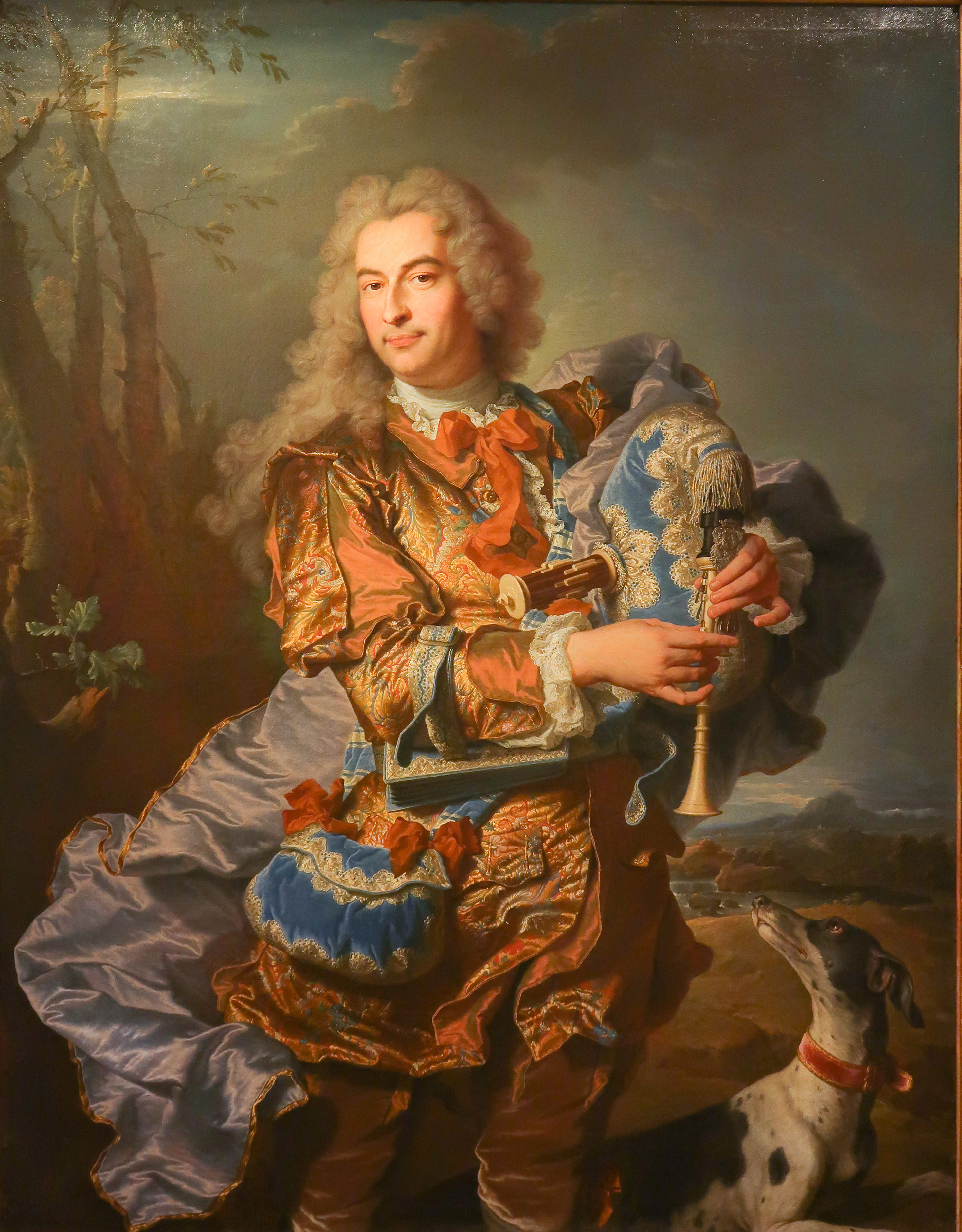
Gaspard de Gueidan en joueur de musette, par Hyacinthe Rigaud (1659-1743), 1738, musée Granet, Aix-en-Provence (INV. 880.1.23)

Gaspard de Gueidan achète le 10 mai 1714 la charge d'avocat général au Parlement ce qui lui permet de se désister en faveur de son frère Jean de la charge d'auditeur à la Chambre des Comptes transmise la même année par son père Pierre. Il est attaché à cette charge et y donne satisfaction ; ses plaidoiries remportent un tel succès qu’elles sont publiées chez l’éditeur parisien Quillau. Lorsqu'en 1734, à la mort de son père, il a l'opportunité d'une promotion par succession dans une charge de Président de la Chambre des Comptes, il renonce à cette possibilité. Cependant il acquiert en 1740 une charge de président à mortier au Parlement, ce qui le place au sommet de sa carrière.
Le 24 mars 1724 il épouse Angélique de Simiane, fille de Joseph marquis de Simiane et de Marguerite de Valbelle. Le couple a plusieurs enfants et notamment :
- Joseph Gaspard, l'aîné, né le 11 janvier 1725 et décédé le 2 décembre 1784 ; il épousera premières noces Hélène de Clapiers-Collongues et en secondes noces Henriette de Félix d'Ollières. Il aura un fils unique de cette deuxième épouse, Alphonse de Gueidan (1783-1853) qui, dernier marquis de Gueidan, épouse Joséphine Sibillot. Cette dernière, une fois veuve, se remarie avec Jules Lemercier de Maisoncelle de Richemond (1803-1882) et décède le 15 mars 1882 sans avoir eu d'enfants et lègue à la ville de Gardanne le château de Valabre pour y faire un institut agronomique. Le château est actuellement occupé par les services de la Protection Civile et sur les terres se trouve l'actuel Lycée agricole de Valabre.
- Anne Adélaïde (1725-1786) épouse le 24 janvier 1745 Pierre Louis de Demandolx de La Palud. D'après Louis André, membre de l'Académie d'Aix, cette Adélaïde aurait rencontré en 1749 à Civitavecchia le séducteur Giacomo Casanova et serait devenue sa maîtresse connue sous le nom d'Henriette dans les mémoires du Vénitien[5].
- Catherine née le 7 octobre 1728 épouse le 4 août 1759 Claude de Prats, âgé de soixante ans[6].
- Pierre Claude Secret né en 1733, reçu de minorité dans l'ordre de Saint-Jean de Jérusalem, à l'âge de 8 ans, en 1741, et fit ses caravanes pour devenir chevalier de Malte en 1785 à l'âge de 52 ans[7].
- Étienne Alexandre né en 1735, reçu dans l'ordre de Saint-Jean de Jérusalem, à l'âge de 9 ans, en 1744 mais ne présentera pas ses vœux de frère hospitalier[7].
- Timoléon né en 1744, reçu dans l'ordre de Saint-Jean de Jérusalem, à l'âge de 4 ans, en 1748, mais ne présentera pas ses vœux de frère hospitalier[7].

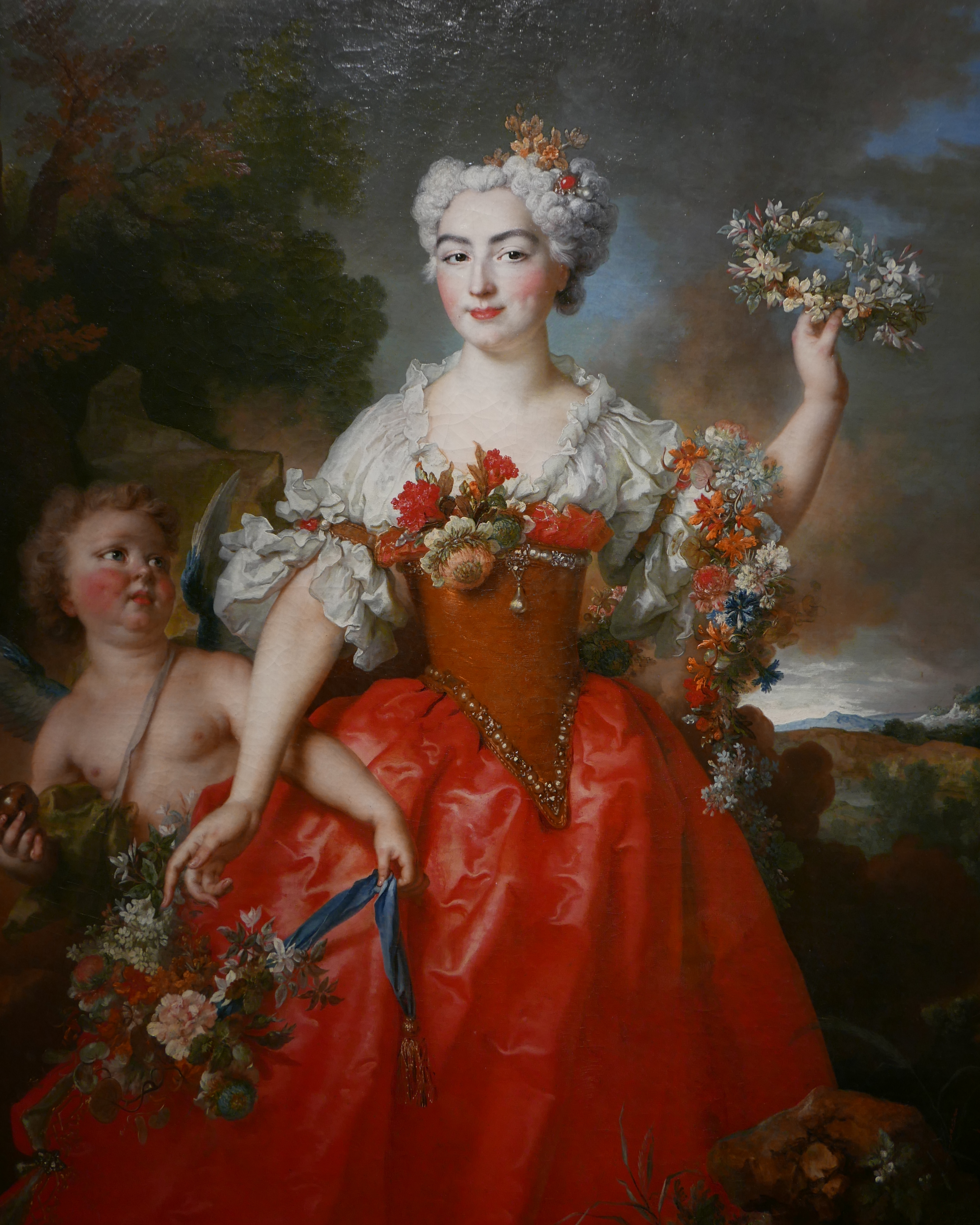
Angélique de Simiane en Flore -1730- par Nicolas de Largillierre.

Il réussit, grâce aux nombreux services qu'il rendit dans divers procès, à présenter ses trois derniers fils dans l'ordre de Saint-Jean de Jérusalem malgré une ancienneté dans la noblesse insuffisante. Forcer la porte d'une telle institution constituait une acrobatie généalogique d'autant plus que la grand-mère des trois frères, Madeleine de Trets épouse de Pierre de Gueidan, avait des ancêtres figurant d'après les sources avignonnaises, au rang des néophytes convertis de la religion judaïque. Une telle origine était éliminatoire pour pouvoir accéder à l'Ordre.

### Une ambition démesurée

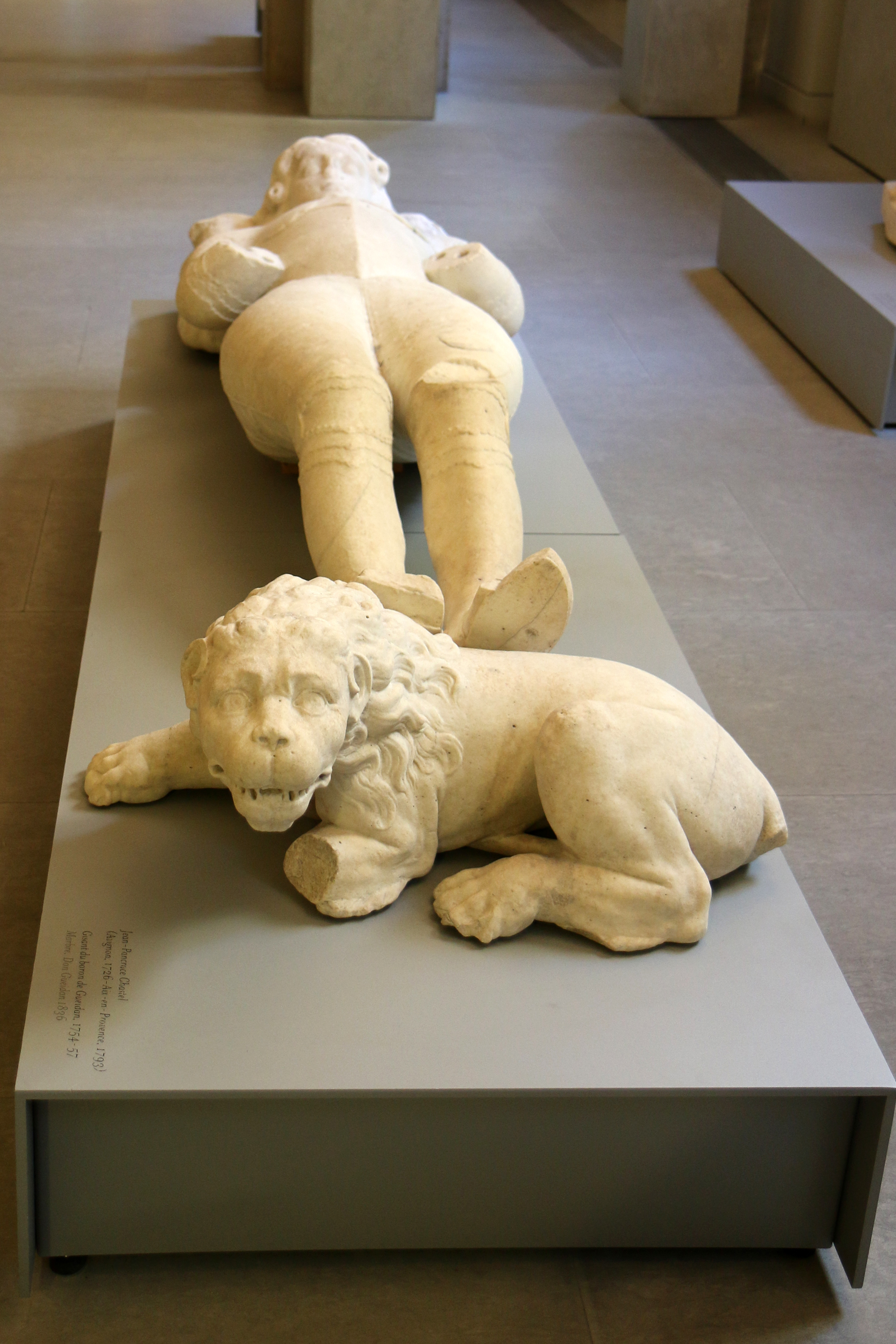
Gisant du baron de Gueidan par Jean-Pancrace Chastel.

Après avoir acquis la charge de président à mortier, Gaspard de Gueidan a l'ambition d'accéder à la haute noblesse. Il achète en 1746 les terres du Castellet, d'Aurenc et Mousteiret dans la viguerie de Guillaume au diocèse de Glandèves et obtient du chancelier Henri François d'Aguesseau de donner à la terre du Castellet le nom de Gueidan. Par la suite en mai 1752 il obtient l’érection de cette terre en marquisat de Gueidan.
Mais Gaspard de Gueidan ne se contente pas de cette situation, il veut effacer la trace de ses ancêtres marchands de bestiaux et pour cela il s'invente des ancêtres qu'il fait remonter jusqu'à Bertrand, comte de Forcalquier. Il va jusqu'à faire saisir le livre L'histoire héroïque et universelle de la noblesse provençale édité à Avignon en 1757 sous le pseudonyme collectif d'Artefeuil qui ne contient pas ses mémoires justifiant selon lui son ascendance jusqu'au comte de Forcalquier et fait insérer la version développée par ses soins. Une telle mystification ne passe pas inaperçue et dans les années 1760 plusieurs chansons populaires tournèrent en ridicule les prétentions de Gaspard de Gueidan.
Gaspard de Gueidan acquiert du couvent des Observantins, une chapelle dans laquelle il fait installer vers 1757 un mausolée à Guillaume de Gueidan, fondateur mythique de sa famille avant 1208. Le gisant du mausolée, sculpté par Jean-Pancrace Chastel artiste renommé à cette époque, est revêtu d'une armure qui évoque plutôt le XVIe siècle et repose ses pieds sur un lion couché. À la Révolution, le couvent des Observantins est fermé et le mausolée rendu à la famille qui en fait don en 1836 au musée Granet.
Vaniteux, véritable incarnation du bourgeois gentilhomme de Molière, Gaspard II se pique de philosophie, de musique et de danse. Il ambitionne même un moment d’entrer à l’Académie française.
Son portrait est peint deux fois par Hyacinthe Rigaud, en 1719 puis en 1734, pour une commande livrée en 1738.
Gaspard de Gueidan est mort le 23 février 1767 à Aix-en-Provence paroisse de la Madeleine et est enseveli le 24 février aux Observantins.